# Dichotomius provisorius
Dichotomius provisorius är en skalbaggsart som beskrevs av Luederwaldt 1925. Dichotomius provisorius ingår i släktet Dichotomius och familjen bladhorningar. Inga underarter finns listade i Catalogue of Life.